# مارتا کافمن
مارتا کافمن (به انگلیسی: Marta Kauffman) نویسنده و تهیه‌کننده تلویزیونی آمریکایی است که به خاطر همکاریش در ساخت سریال کمدی دوستان در کنار دیوید کرین شناخته شده است. کافمن و کرین همراه با کوین برایت تهیه کنندگان اجرایی این برنامه نیز بودند. کافمن و کرین همچنین مجموعه کمد ورونیکا با بازی کریستی آلی و مجموعه جسی با بازی کریستینا اپل گیت را تهیه کرده‌اند. از سال ۲۰۰۵ تا ۲۰۰۶ کافمن تهیه کنندهٔ اجرایی مجموعهٔ وابسته بود.